# Mark Tijsmans
Mark Irma Albert Tijsmans (Merksem, 5 januari 1969) is een Vlaams televisie- en toneelacteur, zanger, musicalartiest en jeugdauteur.
Tijsmans vergaarde bekendheid in Vlaanderen door hoofdrollen in Het Park, Thuis, en Flikken. Daarnaast speelde hij gastrollen in onder meer De Kotmadam, Heterdaad, W817 (als Marc, pastoor), Lili & Marleen en F.C. De Kampioenen. Ook was hij te zien in enkele films. Hij was te gast in diverse programma's, waaronder veel muziekshows als De Notenclub en Steracteur Sterartiest. Daarnaast was hij vier jaar wrapper op Ketnet en tevens lid en oprichter van de Ketnetband.
Naast zijn werk voor televisie speelde hij in 2000 zijn eerste musicalrol als het titelpersonage in Peter Pan; later volgden Camelot en Romeo en Julia, van Haat tot Liefde, waarmee hij tevens door Nederland toerde. In 2006 won hij een Vlaamse Musicalprijs voor zijn rol als Harrie in Mamma Mia!.
Verder maakte Tijsmans in 2006 zijn debuut als jeugdauteur met Het Geheim van te veel Torens. Tussen 2007 en 2009 verscheen het Wiet Waterlanders-drieluik en in 2010 volgt zijn vijfde boek. Hij werd genomineerd voor diverse Vlaamse boekenprijzen, waaronder de Boekenleeuw en de Gouden Klaproos (SABAM). Hij won reeds tweemaal de Kinder- en Jeugdjury Vlaanderen in de categorie 10 tot 12 jaar, voor Het Geheim van te veel Torens in 2007 en voor Wiet Waterlanders en de Kleine Caroluscode in 2008.

## Beginjaren

### Jeugd en opleiding
Op zijn vijftiende deed Tijsmans zijn eerste podiumervaring op. Zijn ouders wilden echter niet dat hij voltijds kunstonderwijs ging volgen; in plaats daarvan studeerde hij in de laatste drie jaar van zijn middelbareschoolopleiding Bijzondere Jeugdzorg en behaalde zijn diploma als Opvoeder A2.
In zijn vrije tijd volgde hij lessen dictie en voordracht, notenleer en slagwerk aan de Muziekacademie in Merksem. Samen met collega-acteur Mathias Sercu had Tijsmans korte tijd een groepje, Wat ik je brom. Begeleid op gitaar brachten zij een ode aan het Nederlandstalige lied. De groep werd echter al snel weer ontbonden.
Tijsmans volgde één jaar mime op een privéschool in Antwerpen. Vervolgens studeerde hij een half jaar voor onderwijzer in de normaalschool, maar merkte al snel dat hij niet geschikt was voor het beroep. Hij besloot vormselcatechese te gaan geven, iets wat hij zes jaar gedaan heeft. Even overwoog hij priester te worden, maar zag daar uiteindelijk toch van af. Vervolgens besloot hij definitief de creatieve kant uit te gaan. Hij schreef zich in aan de afdeling Toneel van het Koninklijk Conservatorium Brussel, waar hij les kreeg van onder meer Senne Rouffaer. Verder volgde hij zangles bij David Davidse en Peter De Smet.

### 1993–1998: Eerste rollen
Nog voor het behalen van zijn diploma in 1993 had Tijsmans enkele rollen in televisieseries, waaronder een gastrol in De Kotmadam, en een kleine rol in de film Ad fundum. In 1994 kreeg hij zijn eerste hoofdrol, namelijk die van Bart Van de Woestijne in Het Park. Daarnaast was hij te zien in Lili en Marleen, Heterdaad, Buiten de Zone, Wittekerke en Hof van Assisen. Vlak nadat Het Park werd stopgezet, kreeg Tijsmans een rol in Thuis waarin hij tot en met 1998 Bennie De Taeye zou spelen. Weliswaar met uitzondering van een periode in 1997, waarin hij opnames had voor De Burgemeesters – dit omdat het in die tijd ongebruikelijk was bij de VRT dat een acteur in twee series tegelijkertijd te zien was in een hoofdrol. Naast zijn werk voor televisie was hij erg actief bij diverse theatergezelschappen, waaronder Torka T. en het Raamtheater.

## 1998–2007: Succes op verschillende vlakken

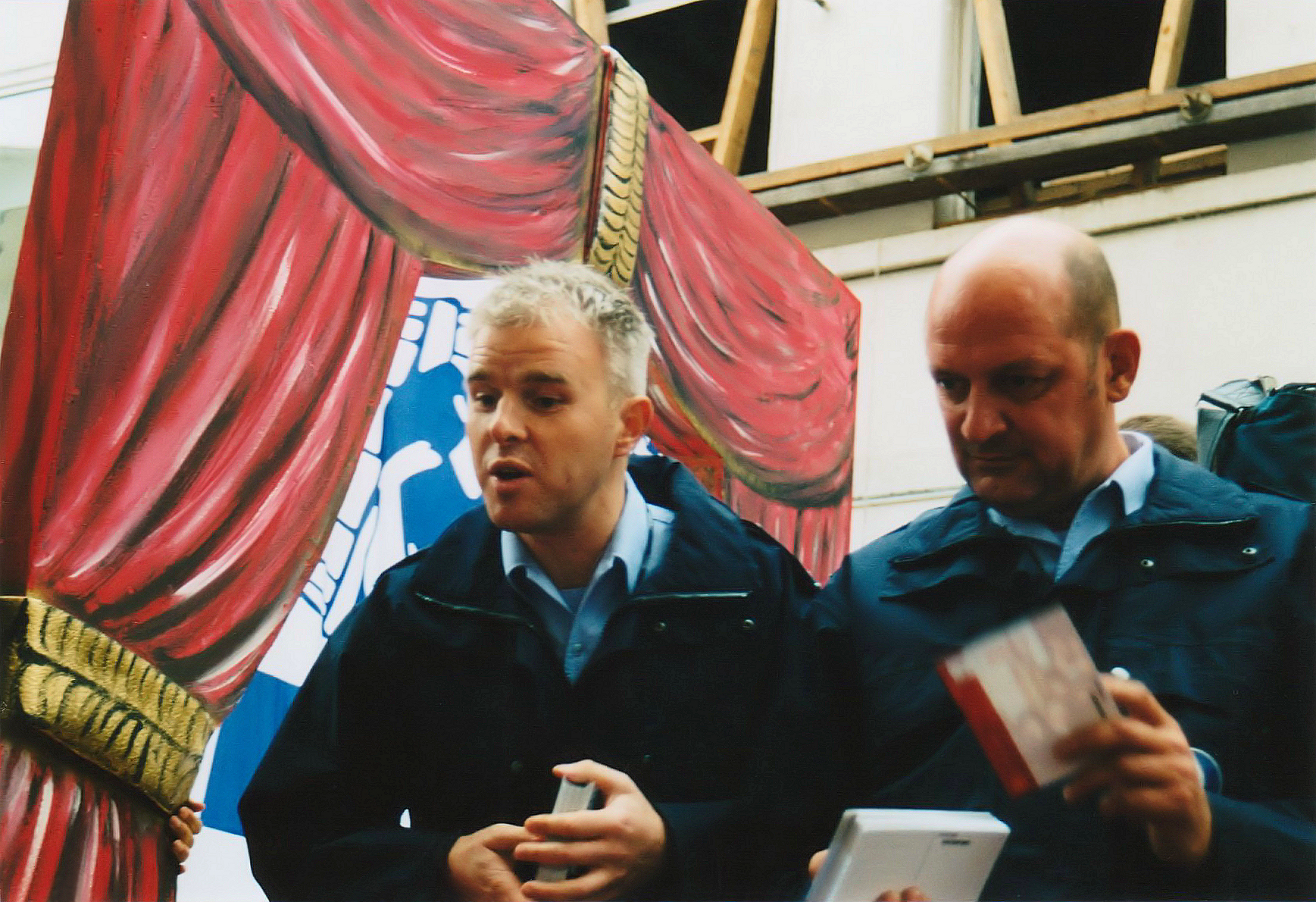
Tijsmans en Ludo Hellinx delen fotokaarten uit tijdens de parade op Flikkendag in Gent (2003).

### Doorbraak metFlikken
In 1998 deed Tijsmans auditie voor een rol in de opvolger van successerie Heterdaad. Dit zou uiteindelijk de rol van Wilfried Pasmans in Flikken worden, waarvoor hij zijn rol in Thuis moest laten vallen. Hij vormde er een duo met Ludo Hellinx, met wie het goed klikte. Betreffende zijn andere collega's bij de serie was hij vooral onder de indruk van de samenwerking met Boudewijn de Groot – die hij omschrijft als "een monument" uit zijn jeugd – en Jo De Meyere.
Tijsmans maakte tevens deel uit van de Flikkenband – naast onder andere Andrea Croonenberghs, Margot De Ridder en Roel Vanderstukken. De groep trad op tijdens Flikkendagen en sporadisch op andere evenementen. Tijsmans nam tevens enkele nummers op voor de soundtrack van de serie: I'll Be Your Morning Sky en All of My Heart op het eerste album, Having the Time of Our Lives en Keep Up the Fight op het tweede. Hiervoor werkte hij steeds samen met de componist van Flikken, Fonny De Wulf. Tijdens optredens covert hij vooral nummers van anderen, meestal Nederlandstalig.

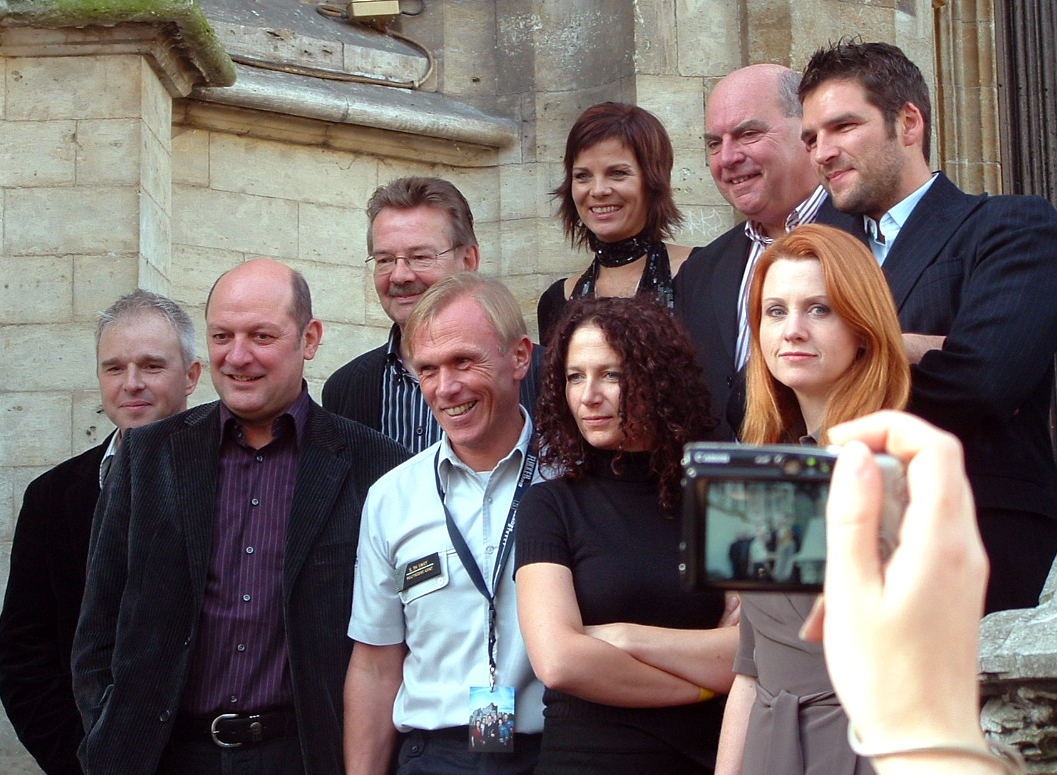
De laatste cast van Flikken op Flikkendag in Gent (2007). Van links naar rechts: Mark Tijsmans, Ludo Hellinx, Jo De Meyere, Hoofdcommissaris Steven De Smet, Pascale Michiels (onder), presentatrice Geena Lisa (boven), burgemeester Daniël Termont, Ianka Fleerackers en Roel Vanderstukken.

### Werk bij Ketnet en overige televisieactiviteiten
Ongeveer gelijktijdig met Flikken werd Tijsmans een van de wrappers op de jeugdzender Ketnet. Al snel besloot Tijsmans om in samenwerking met Niels William De Lollies, een band waar hij samen met zijn broer Luk en zus Tine deel van uitmaakte, om te vormen tot de Ketnetband. Hij werd de frontman en bracht samen met de band twee singles uit, Mijn Verstand en Zweven. Deze laatste was tevens de titelsong voor Blinker en het Bagbag-juweel, een film gebaseerd het gelijknamige boek van Marc de Bel. Tijsmans verliet de zender – en dus ook de Ketnetband – in 2002, omdat hij het presentatiewerk niet langer meer kon combineren met zijn overige werkzaamheden. De band werd echter niet opgedoekt en is tot op heden nog steeds actief, zij het in een andere formatie.
Naast Flikken speelde Tijsmans rollen in W817, F.C. De Kampioenen, Als het maar beweegt en de film Team Spirit. Daarnaast deed hij nasynchronisatie voor de twee Flikken-games. Verder was hij meerdere malen te gast in muziekprogramma's als Biebabeloela, De Notenclub, Het Swingpaleis en Voxpop. Begin 2007 verscheen Tijsmans in een aflevering van het tweede seizoen van Zo is er maar één met het nummer Anne van Clouseau. Hij verving hier Wim Soutaer, die door gezondheidsproblemen verstek moest laten gaan. Overigens werd dit nummer verkozen door de luisteraars van het programma Buren bij Verschueren op Radio 2. Tijsmans werd derde in deze voorronde en kon dus niet doorstoten naar de finalerondes.
Verder was hij een van de kandidaten in het tweede seizoen van Steracteur Sterartiest. In deze wedstrijd greep hij met zijn vierde plaats net naast de medailles, maar zong toch het bedrag van € 13.038,23 bij elkaar voor zijn goede doel, de Chiro Sint Jozef in Merksem – hun lokalen waren eerder door een brand vernietigd. Zonder de extra € 25.000 voor de winnaar was dit het tweede hoogste bedrag.
In de zomer van 2007 daagde Tijsmans voor Fata Morgana de stad Aalst uit.

### Management
In juli 2000 richtte Tijsmans zijn eigen managementbureau op, genaamd Negen op Tien Producties. Het bedrijf werd pas in 2008 actief, voornamelijk als productiebedrijf voor Tijsmans' theaterproducties.

### Terugkeer naar het theater
Tijsmans liet in zijn contract bij Flikken vastleggen dat hij elk jaar één uitstapje mocht maken, bijvoorbeeld naar een musical. Hij werd hij in 2000 gevraagd voor de titelrol in de musical Peter Pan: The Never Ending Story van de Music Hall Group. Dit betekende zijn debuut als musicalacteur. In 2001 speelde hij de rol van Mordred in de Music Hall-productie Camelot, waarvoor hij door regisseur Frank Van Laecke persoonlijk werd benaderd. Overigens werd deze musical in 2009 opnieuw geproduceerd door Festivara als openluchtmusical; exact dezelfde versie als die van Music Hall, maar met andere acteurs. Tijsmans werd wel gevraagd om het enige solonummer van Mordred opnieuw in te zingen, wegens de beperkte vocale kwaliteiten van de vertolker van het personage anno 2009.
Nog tijdens Camelot bemachtigde Tijsmans de rol van Benvolio in Romeo en Julia, van Haat tot Liefde. Met deze productie stond hij tot maart 2003 in de Stadsschouwburg in Antwerpen, naast onder meer Davy Gilles, Veerle Casteleyn, Iris Vandekerckhove en Daisy Thys. Met de originele cast werd er een castalbum opgenomen. Samen met Gilles en Dieter Verhaegen had hij met het nummer De Koningen een hit in Vlaanderen. Het nummer werd uitgebracht op single en stond een tijd lang in de Vlaamse hitlijsten, waarvan twaalf weken op de eerste positie. Vanwege het succes werd na afloop van het seizoen in Vlaanderen besloten om met de productie te toeren door Vlaanderen en Nederland. Met een licht gewijzigde cast trok de musical tussen 27 januari en 25 april 2004 langs het Nieuwe Luxor Theater in Rotterdam, de Grenslandhallen in Hasselt, de Heineken Music Hall in Amsterdam en het Chassé Theater in Breda om uiteindelijk weer terug te keren naar de Stadsschouwburg in Antwerpen. Vlak na afloop van de toer werd hij gevraagd voor een dubbelrol in het toneelstuk Scrooge, een productie van de Stichting Live Entertainment Foundation.
Joop van den Ende Theaterproducties besloot eind 2005 om een Vlaamse versie van de hit musical Mamma Mia! te gaan produceren. Tijsmans kreeg de rol van Harrie Buijs, een van de mogelijke vaders, toebedeeld. De musical speelde van maart tot juli 2006. In 2006 won hij de Vlaamse Musicalprijs voor Beste Mannelijke Bijrol.

### 2006–2007: Debuut als jeugdauteur
Naast het acteren in films, televisieseries en zingen in musicals wilde Tijsmans ook jeugdboeken gaan schrijven. Uitgeverij Manteau bleek enthousiast voor Tijsmans' idee en bracht Het Geheim van te veel Torens in 2006 in de winkels. Een jaar later was het al toe aan de zesde druk. Het boek werd in 2007 genomineerd voor de Boekenleeuw. Een jaar later werd het boek tot beste verkozen door de Kinder- en Jeugdjury Vlaanderen in de categorie 10 tot 12 jaar.

## 2007-heden: Verschuiving in werkzaamheden

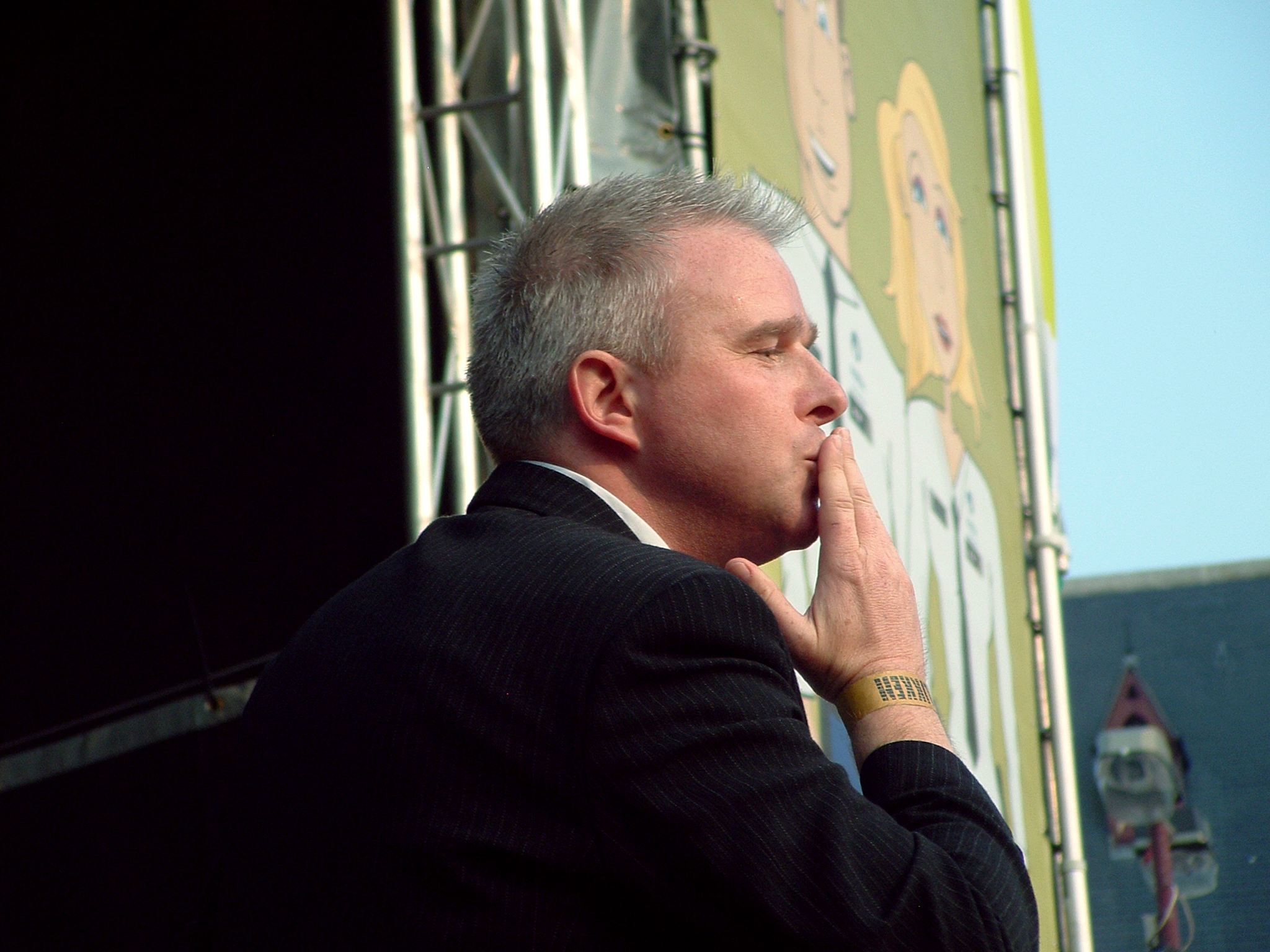
Tijsmans bedankt de aanwezige fans op de laatste Flikkendag in Gent (2008).

### 2007-2009: Het einde vanFlikken
In 2007 maakte de VRT bekend te willen stoppen met Flikken na het tiende seizoen. Tijsmans gaf aan niet heel gelukkig te zijn met de beslissing, omdat hierdoor een stuk werkzekerheid wegvalt. Na tien jaar Flikken was Tijsmans samen met Ludo Hellinx het enige overgebleven originele castlid van de serie. In 2005 vertolkten ze hun rollen ook even buiten Flikken, namelijk in Urbain. Tijsmans en Hellinx kregen op de Flikkenparty in 2009 een ster in de Gentse Kinepolis-bioscoop voor tien jaar Pasmans en Jacobs.

### 2007–2009:Wiet Waterlanders-trilogie en theatershows
Tijsmans vervolgde zijn succes als jeugdauteur met de trilogie omtrent de scholier Wiet Waterlanders en de avonturen die hij en zijn vrienden meemaken. Met zijn eerste boek in deze reeks, Wiet Waterlanders en de Kleine Caroluscode, werd hij genomineerd voor de Karel Verleyenprijs 2007 en ontving hij voor het tweede jaar op rij een nominatie voor de Boekenleeuw. Daarnaast werd zijn boek tot beste verkozen in de categorie 10 tot 12 jaar door de Kinder- en Jeugdjury Vlaanderen. Ook het tweede deel uit de serie, Wiet Waterlanders en de Echt Aardige Rechters, werd genomineerd voor deze prijs, maar won niet. Het derde deel, Wiet Waterlanders en Sint-Preventia in de Gloria, werd in mei 2009 uitgebracht.
In 2007 en 2008 toerde Tijsmans door Vlaanderen met zijn muzikale onemanshow. Samen met een zevenkoppige band bracht hij steeds een mix van Nederlands- en Engelstalige nummers, zelfgeschreven en gecoverd, overgoten met enige humor. Tijsmans liet zich tijdens de Boekenbeurs van Antwerpen in 2007 tijdens een voorleesmoment begeleiden door een pianist. Hij bracht hier het nummer Mammie, toe zeg me waarom uit Wiet Waterlanders en de Kleine Caroluscode ten gehore. Volgend hierop werd in september 2008 de aftrap gegeven voor Mark Tijsmans speelt Rudi Kolibri, een show die volledig werd opgebouwd rond Tijsmans' boeken. Hierin vervangt hij de Vlaamse schlagerzanger Rudi Colibri uit de Waterlanders-trilogie. De show bestond uit onder meer voorleesmomenten en stukken uit liedjes van Colibri. In 2009 werd deze show omgedoopt in De Grote Mark Tijsmans Theatershow, waarbij meer aandacht werd besteed aan het muzikale gedeelte van de show – zo werd de band uitgebreid met een drummer en een bassist.
Op 1 september 2008 begon Tijsmans als dramadocent aan Fontys Hogeschool in Tilburg, om enkele uren per week drama te doceren aan de musicalafdeling. Ook in schooljaar 2009–2010 was hij voor deze onderwijsinstelling werkzaam.

### 2009–2011: Boek over Koning Arthur en vervolg opWiet Waterlanders-reeks
Tijsmans werkte in 2009 aan een nieuw boek, gebaseerd op de verhalen rond Koning Arthur. Zoals in zijn andere boeken zijn de hoofdrollen weggelegd voor kinderen. Het boek, De Ridders van de Ronde Keukentafel, vertelt de Arthur-legende met als hoofdpersonages alleen kinderen. De avonturen zijn hetzelfde, maar spelen zich af "op kindermaat". De Ridders van de Ronde Keukentafel werd genomineerd voor de Gouden Klaproos, een prijs die wordt uitgereikt door de auteursvereniging SABAM, in de categorie Jeugdauteurs. Verder werd het boek genomineerd voor de Kinder- en Jeugdjury Vlaanderen 2012. In 2011 toert Tijsmans met een nieuwe theatershow, die volledig is opgebouwd rondom zijn vijfde boek. Ter promotie is er een cd opgenomen met nummers uit de show. Deze theatershow werd rond april 2011 voor een jaar stopgezet, omdat Tijsmans achter de schermen bezig is met een ander, niet nader omschreven project.
In 2010 werkte Tijsmans aan zijn zesde jeugdboek. Hoewel hij eerder had aangegeven niet verder te gaan op de Wiet Waterlanders-trilogie, is in samenspraak met zijn uitgeverij, Van Halewyck, besloten om toch een vervolg op de reeks uit te brengen. Wiet Waterlanders en de Negende Compagnie van Heethoofden verscheen op 15 maart 2011. In dit deel staat de klassieke muziek centraal.

### 2010–heden: Gastrollen en terugkeer naar theater
In het eerste jaar na het stopzetten van Flikken is Tijsmans weinig actief geweest als acteur. Het werk bij Fontys is inmiddels gestopt, maar hij doceert nog steeds in theater, nu bij Camerata Productions. Naast de boeken schrijft hij ook aan toneelstukken; vanaf 24 februari 2012 loopt er een voorstelling van zijn hand in het Theater aan de Stroom in Antwerpen. Daarnaast werkte hij in 2011 aan zijn nieuwe jeugdroman, De Kronieken van Sooi: Molenwieken, die op 24 maart 2012 verscheen. Verder verleende hij zijn medewerking aan een nieuwe taalmethode voor het lager onderwijs, "De Taalbende". Hij schreef voor deze methode enkele verhalen voor het vijfde en zesde leerjaar.
In 2010 deed Tijsmans enkele concerten met het Maxemillecorde, een strijkorkest onder leiding van Max Smeets, onder de titel Golden Musical Moments. In het begin van dat jaar was hij al teruggekeerd naar theater met Venetië in de Sneeuw, een toneelproductie van het Fakkelteater. Het stuk speelde van 30 april tot 30 mei. Op 8 januari 2011 was hij opnieuw op televisie te zien in zijn tweede gastrol in F.C. De Kampioenen, nu aan de zijde van Andrea Croonenberghs. Beiden pakten hun rol uit Flikken, respectievelijk Wilfried Pasmans en Britt Michiels, voor deze gelegenheid terug op. Op 23 mei van datzelfde jaar verscheen Tijsmans in een eenmalige gastrol in de slotaflevering van het zesde seizoen van de politieserie Zone Stad. Verder had hij gastrollen in Vermist, Mega Mindy-special Mega Toby redt de race, De zonen van Van As, De Vijfhoek en De kotmadam.
In 2012 was Tijsmans – voor het eerst sinds Mamma Mia! in 2006 – in een musical te zien, namelijk Domino. In deze musical, met de nummers van Clouseau, speelde hij Marc Deruddere, de ex van het titelpersonage Domino (Deborah De Ridder). Tijsmans werd door regisseur Frank Van Laecke persoonlijk benaderd om auditie te doen voor deze musical. Vanaf december 2012 was Tijsmans te zien zijn als Oliver Warbucks in de Vlaamse versie van de musical Annie, een rol die in Vlaanderen eerder werd vertolkt door Pol Goossen en Marijn Devalck. Tijsmans liep tijdens een try-out een spierscheur op in zijn voet en moest naar het ziekenhuis vervoerd worden. Understudy Raymond Kurvers nam de rol tijdens de show over en speelde ook tijdens de laatste try-out op de plaats van Tijsmans. Tijsmans heeft de première en de daarop volgende voorstellingen gespeeld met een wandelstok. Vanwege zijn blessure werden wel enkele aanpassingen gemaakt in de staging.
In de zomer van 2014 was Tijsmans enkele weken te zien in de musical Marie Antoinette van Historialia, over Marie Antoinette van Oostenrijk. Dit "openluchtspektakel" werd opgevoerd in kasteel De Merode in Westerlo, met naast Tijsmans, Ann Van den Broeck, Sasha Rosen en Anne Mie Gils ook zo'n tweehonderd zangers, acteurs, muzikanten en dansers. In mei 2015 was Tijsmans te zien als Ted Narracot gedurende de Vlaamse speelperiode van het toneelstuk War Horse, naast onder meer Els de Schepper, Guillaume Devos, Wim Van Den Driessche, Kobe Van Herwegen, Sébastien De Smet en Ianthe Tavernier, aangevuld met een groot deel van de Nederlandse cast. In juni 2016 was hij in Gent tweemaal te zien als dominee Shaw Moore in de musical Footloose van musicalgroep Musicalia uit Asse. In juni 2016 keerde Tijsmans tijdelijk terug in Thuis als Bennie De Taeye.
Sinds september 2013 werd de vijfdelige boekenreeks getiteld De bende van Teiresia uitgegeven, waarvan elk half jaar een nieuw deel werd uitgebracht. In 2016 werd het vijfde en laatste deel van de Wiet Waterlanders-trilogie uitgebracht, Wiet Waterlanders en het (Kolibri) Mysterie. Overigens werd deze titel al aan het einde van het derde boek aangekondigd als het vierde deel.

## Liefdadigheid
Tijsmans heeft zich doorheen zijn carrière ingezet voor diverse goede doelen. Zo was hij enkele jaren verbonden aan de Make-A-Wish-band. Ook heeft hij in januari 2005 meegewerkt aan Musicals and More, een gelegenheidsconcert ten voordele van Tsunami 1212. Daarnaast heeft hij met zijn deelname aan Steracteur Sterartiest geld ingezameld in voor de Chiro Sint-Jozef in Merksem. Ook heeft hij zich met enkele Flikken-acteurs ingezet voor Bednet.

## Privéleven
Tijsmans heeft zich in 2002 geout als homoseksueel. Hij had destijds een relatie met een danser uit de productie Romeo en Julia. In 2014 betreurde hij deze coming out: hij voelt zich aangetrokken tot vrouwen noch mannen en noemt zichzelf een "kluizenaar".

## Politiek
Tijsmans stond bij de lokale verkiezingen van oktober 2018 op de N-VA-lijst van de Antwerpse gemeenteraadsverkiezingen op de 51ste plaats. Hij is verkozen geraakt. Hij wil naar eigen zeggen de brug maken tussen de N-VA en de cultuursector.
Ook in 2019 is hij opgekomen voor N-VA. Vanuit de provincie Antwerpen heeft hij deelgenomen aan de verkiezingen voor het Vlaams Parlement op 26 mei. Hij nam plaats 24 in. Hij is niet verkozen geraakt.
In 2022 besloot hij uit de politiek te stappen, omdat hij vond dat zijn partij te weinig deed voor cultuur en hij er geen impact op had.

## Overzicht

### Theatrografie
| Theater   | Theater                                    | Theater                                           | Theater                                 | Theater                   |
| Jaar      | Organisatie                                | Productie                                         | Rol                                     | Opmerkingen               |
| --------- | ------------------------------------------ | ------------------------------------------------- | --------------------------------------- | ------------------------- |
|           | Theater Bestek                             | Lachwekkende Liefdes                              |                                         |                           |
|           | Theater Bestek                             | Reidans                                           |                                         |                           |
| 1988–1989 | Koninklijk Jeugdtheater                    | De Golf                                           |                                         |                           |
| 1993–1994 | Torka T.                                   | Faustus                                           |                                         |                           |
| 1993–1994 | Theater Antigone                           | Het korte leven van Jan-Willem                    |                                         |                           |
| 1994–1995 | Koninklijke Nederlandse Schouwburg         | De Keuken                                         |                                         |                           |
| 1994–1995 | Theater Antigone                           | Het korte leven van Jan-Willem                    |                                         | Herneming                 |
| 1994–1995 | Torka T.                                   | Karamazow                                         |                                         |                           |
| 1994–1995 | Torka T.                                   | Faustus                                           |                                         | Herneming                 |
| 1996–1997 | Torka T.                                   | Karamazow                                         |                                         | Herneming                 |
| 1996–1997 | Koninklijk Jeugdtheater                    | Gelukkige verjaardag, lieve Jelena                |                                         |                           |
| 1996–1997 | Koninklijk Jeugdtheater                    | Koning Lijsterbaard en het meisje dat prinses was |                                         |                           |
| 1997–1998 | Koninklijk Jeugdtheater                    | De man van koekenbrood                            |                                         |                           |
| 1998      | Raamtheater                                | Skylight                                          | Eduard                                  |                           |
| 2000–2001 | Music Hall NV                              | Peter Pan                                         | Peter Pan                               |                           |
| 2001      | Music Hall NV                              | Camelot                                           | Mordred                                 |                           |
| 2002–2003 | Music Hall NV                              | Romeo en Julia, van Haat tot Liefde               | Benvolio                                |                           |
| 2004      | Music Hall NV                              | Romeo en Julia, van Haat tot Liefde               | Benvolio                                | Nederland-Vlaanderen-toer |
| 2004–2005 | Stichting Live Entertainment Foundation    | Scrooge                                           | Frederric Holywell / Geest Jacob Marley |                           |
| 2006      | Joop van den Ende Theaterproducties        | Mamma Mia!                                        | Harrie Buijs                            |                           |
| 2008–2009 | 9 op 10 Producties                         | Mark Tijsmans speelt Rudi Colibri                 | Zichzelf / Rudi Colibri                 |                           |
| 2009–2010 | 9 op 10 Producties                         | De Grote Mark Tijsmans Theatershow                | Zichzelf / Rudi Colibri                 |                           |
| 2010      | Fakkelteater                               | Venetië in de Sneeuw                              | Kristof                                 |                           |
| 2012      | VTM                                        | Domino, de musical                                | Marc Deruddere                          |                           |
| 2012–2013 | Music Hall / Albert Verlinde Entertainment | Annie                                             | Oliver Warbucks                         |                           |
| 2014      | Historialia                                | Marie Antoinette                                  | Balthasar De Merode                     |                           |
| 2015      | Music Hall / Stage Entertainment           | War Horse                                         | Ted Narracot                            |                           |
| 2015      | Musicalia                                  | Footloose, de musical                             | Dominee Shaw More                       |                           |
| 2022      | Camerata Productions                       | OLIVER!, de musical                               | Fagin                                   |                           |

### Filmografie
| Televisie                | Televisie                              | Televisie                   | Televisie                                                   |
| Jaar                     | Productie                              | Rol                         | Opmerkingen                                                 |
| ------------------------ | -------------------------------------- | --------------------------- | ----------------------------------------------------------- |
| 1993                     | De Kotmadam                            | Bloemenbezorger             | Afl. 2.10, Bloemen                                          |
| 1993–1994                | Het Park                               | Bart Van de Woestijne       |                                                             |
| 1994                     | Buiten de Zone                         | Rijkeluiszoontje            | Afl. 1.05, Geld                                             |
| 1994–1995                | Wittekerke                             | David                       |                                                             |
| 1994–1995                | Lili en Marleen                        | Robert van de Witte Brigade |                                                             |
| 1995–1998, 2016          | Thuis                                  | Bennie De Taeye             | gastrol in 2016                                             |
| 1997                     | Heterdaad                              | Joeri Wellens               | Afl. 2.07                                                   |
| 1997                     | De Burgemeesters                       | Filip De Dekker             |                                                             |
| 1999                     | Hof van Assisen                        | Roel Dekkers                | Afl. 2.12, De zaak Verburgt – wie het handschoentje past... |
| 1999–2009                | Flikken                                | Wilfried Pasmans            |                                                             |
| 2001                     | W817                                   | Marc Useweels               | Afl. 46 Afl. 47                                             |
| 2004                     | F.C. De Kampioenen                     | Roberto                     | Afl. 14.08, O solo mio                                      |
| 2005                     | Urbain                                 | Wilfried Pasmans            |                                                             |
| 2005                     | Als het maar Beweegt                   | Annemietje & Rosemietje     | Persiflage Jommeke: de moevie                               |
| 2011                     | F.C. De Kampioenen                     | Wilfried Pasmans            | Afl. 21.06, Heldendaad                                      |
| 2011                     | Zone Stad                              | Karel Moerman               | Afl. 6.13, Privé                                            |
| 2012                     | Mega Mindy                             | Omroeper                    | Special: Mega Toby redt de race                             |
| 2012                     | Vermist                                | Onbekend                    | Afl. 3.04, Lisa                                             |
| 2012                     | De zonen van Van As                    | Jos Gepts                   | Afl. 1.09                                                   |
| 2012                     | De Vijfhoek                            | Onbekend                    | Meerdere afleveringen                                       |
| 2012                     | De kotmadam                            | Chauffagist                 | Afl. 20.13, Dolgelukkig                                     |
| 2013                     | Familie                                | Ronny De Praet              | Afl. 4991-5004                                              |
| 2013                     | Binnenstebuiten                        | Frank Verstappen            | Afl. 36, Bij nader inzien                                   |
| 2020                     | Wh@evR!                                | Regisseur Mark              |                                                             |
| Film                     |                                        |                             |                                                             |
| Jaar                     | Productie                              | Rol                         | Opmerkingen                                                 |
| 1993                     | Ad Fundum                              | Student                     |                                                             |
| 2000                     | Team Spirit                            | Collega Jean-Marc           |                                                             |
| Games (nasynchronisatie) |                                        |                             |                                                             |
| Jaar                     | Productie                              | Rol                         | Opmerkingen                                                 |
| 2005                     | Flikken – game: De achtervolging       | Wilfried Pasmans (stem)     | Originele nasynchronisatie                                  |
| 2007                     | Flikken – game 2: Moord in hotel Ganda | Wilfried Pasmans (stem)     | Vlaamse nasynchronisatie                                    |

### Discografie
| - 2000 - Mijn verstand, soundtrack Blinker en het Bagbag-juweel – met de Ketnetband - 2001 - Zweven – met de Ketnetband - 2003 - De koningen, single Romeo en Julia, van Haat tot Liefde – met Davy Gilles en Dieter Verhaegen - 2007 - Alle dagen, alle nachten (Mark Tijsmans, S. Jacobs) - 1999 - Flikken – De muziek uit de televisieserie – I'll Be Your Morning Sky, All of My Heart - 2000 - Flikken – De muziek uit de televisieserie (deel 2) – Having the Time of Our Lives, Keep Up the Fight - 2003 - Romeo en Julia, van Haat tot Liefde – Officieel Castalbum – De koningen, Mooi zijn of lelijk zijn, Roddels in de straat, Hoe zeg je dan, Schuldig - 2005 - Het Beste uit Flikken – Having the Time of Our Lives - 2011 - Theatershow '08-'10 | - 1999 - I Won't Let You Down, met The Hope Band - 2000 - Ik word nooit groot, uit de musical Peter Pan - 2001 - De zeven dwaze deugden, uit de musical Camelot - 2007 - De beestenbigband - 2007 - Mammie, toe zeg me waarom, oorspronkelijk uit Wiet Waterlanders en de Kleine Caroluscode – als Rudi Colibri - 2008 - De held – als Rudi Colibri - 2008 - Het lied van de stoere kruisvaarders met hun frank bakkes – als Rudi Colibri - 2008 - Het lied van Indigo – als Rudi Colibri - 2008 - Karamel – als Rudi Colibri |

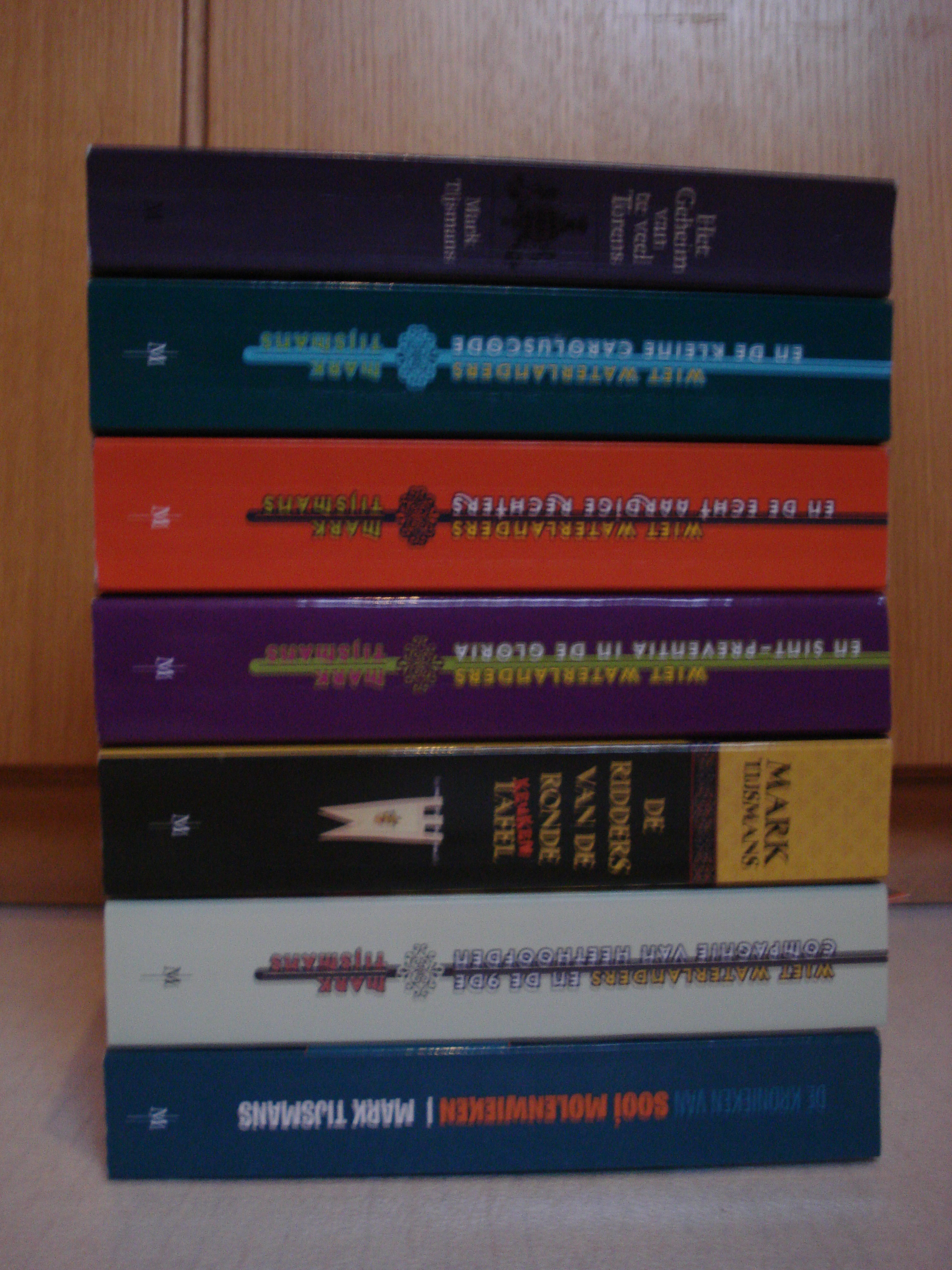
De boeken van Mark Tijsmans van 2006 t.e.m. 2012

### Nominaties en prijzen
| - 2006 - Vlaamse Musicalprijs, Beste Mannelijke Bijrol – Harrie Buijs in Mamma Mia! - 2007 - Kinder- en Jeugdjury Vlaanderen, Categorie 10 tot 12 jaar – Het Geheim van te veel Torens - 2008 - Kinder- en Jeugdjury Vlaanderen, Categorie 10 tot 12 jaar – Wiet Waterlanders en de Kleine Caroluscode | - 2007 - Boekenleeuw – Het Geheim van te veel Torens - 2007 - Karel Verleyenprijs – Wiet Waterlanders en de Kleine Caroluscode - 2008 - Boekenleeuw – Wiet Waterlanders en de Kleine Caroluscode - 2009 - Kinder- en Jeugdjury Vlaanderen, Categorie 10 tot 12 jaar – Wiet Waterlanders en de Echt Aardige Rechters - 2010 - Gouden Klaproos 2011, Categorie Jeugdauteurs – De Ridders van de Ronde Keukentafel - 2012 - Kinder- en Jeugdjury Vlaanderen, Categorie 10 tot 12 jaar – De Ridders van de Ronde Keukentafel - 2014 - Kinder- en Jeugdjury Vlaanderen, Categorie 10 tot 12 jaar – De Kronieken van Sooi Molenwieken |